# Bauordnungen (Deutschland)
Die Bauordnung (BauO) oder Landesbauordnung (LBO) des jeweiligen Landes ist ein Landesgesetz und Kern des jeweiligen Bauordnungsrechts. Die Länderkompetenz im Bauordnungsrecht wurde in einem Rechtsgutachten des Bundesverfassungsgerichts festgestellt.

## Anforderungen bei Bauvorhaben
Die jeweilige Landesbauordnung regelt als Bauordnungsrecht die Anforderungen, die bei Bauvorhaben zu beachten sind. Dagegen werden die Bedingungen, auf welchen Grundstücken überhaupt und in welchem Art und Ausmaß gebaut werden darf, durch das Bauplanungsrecht bestimmt. Die Anforderungen der Bauordnung beziehen sich hauptsächlich auf die Bebauung; dazu gehören zum Beispiel:
- die Freihaltung von Abstandsflächen,
- die Stellplätze für Kraftfahrzeuge,
- das gesunde Wohnen (Belichtung, Raumhöhen, Schall-, Kälte- und Wärmeschutz),
- der Brandschutz,
- die Standsicherheit,
- die Flucht- und Rettungswege,
- die Versorgung und die Entsorgung, insbesondere die Entwässerung des Grundstücks,
- die Sicherheit von Baustelle und Bauwerk.

Ziel der Bauordnungen ist es, Gefahren für Leib und Leben abzuwenden, Schäden an fremden Sachen zu vermeiden, sowie die öffentliche Sicherheit und Ordnung zu gewährleisten. Von Verkehrsverbänden kritisiert wird, dass bei den Zuwegungen von Gebäuden und Grundstücken bislang die Verkehrssicherungspflicht des Bürgerlichen Gesetzbuches (BGB), die Regeln der Wiener Straßenverkehrskonvention, die Allgemeinen Verwaltungsvorschriften zur Straßenverkehrs-Ordnung (VwV-StVO) sowie das  Behindertengleichstellungsgesetz (BGG) und das Übereinkommen der Vereinten Nationen (UN) über die Rechte von Menschen mit Behinderungen weder in der Musterbauordnung noch in den Länderbauordnungen umgesetzt wurden. Sie fordern deshalb eindeutige Regelungen, dass zu bewohnten und öffentlich genutzten Gebäuden grundsätzlich zumindest markierte Wege für den Fußverkehr vom öffentlichen Gehweg bis zu den Zu- und Abgängen der Gebäude führen müssen. Diese sind nach den in Deutschland geltenden Regelwerken zu dimensionieren, und der Hauptzugang muss barrierefrei erreichbar sein. Dagegen setzt sich in den Länderbauordnungen allmählich durch, dass die Rollstuhl-Zugänglichkeit von Wohneinheiten stärker berücksichtigt wird und Stellplätze für Fahrräder, Kinderwagen und gesondert auch für Gehhilfen (z. B. Rollstühle, Rollatoren) einzurichten sind.

## Andere Regelungen
Neben diesen materiellen Regelungen regeln die Bauordnungen auch die Formalien des Bauordnungsrechts wie
- den Ablauf des Baugenehmigungsverfahrens,
- die Organisation der Bauaufsichtsbehörden und
- die Voraussetzungen für die Bauvorlageberechtigung.

Die Bauordnung wird ergänzt durch zugehörige Erlasse und Durchführungsbestimmungen sowie technische Baubestimmungen und bauaufsichtlich eingeführte Rechtsnormen.
Auch weitere Themenbereiche zählen zum Bauordnungsrecht – beispielsweise die Garagenverordnung, Prüfungsbestimmungen zu Schornsteinen und Kaminen, Betrieben, Kleinkraftwerken usw.
Gleiches gilt auch für die Bauordnungen der Länder in Österreich. Gewisse zusätzliche Einschränkungen können die einzelnen Gemeinden in der Gemeindebauordnung oder der Gemeindesatzung festlegen.

## Geschichte
Die antiken Wurzeln der heutigen Bauordnungen gehen auf innerhalb berufsständischer Organisationen wie Zünften und Bauhütten überlieferte Anforderungen an Bauwerke zurück. Mit dem Anwachsen der Städte nahmen die Sicherheitsanforderungen an Bauwerke zu. Insbesondere die Brandgefahr wuchs erheblich. Um dem entgegenzuwirken, wurden im späten Mittelalter städtische Bauordnungen geschaffen.
In der Zeit des Absolutismus kam es zu einer Verlagerung der Rechtsetzung von den Kommunen hin zu den Ländern und Staaten, außerdem gewann die Gestaltung der Bauwerke zunehmend Bedeutung in den Bauordnungen. Durchgehender Grundgedanke blieb aber bis in die 1980er Jahre das Prinzip der Prävention durch die Überwachung von Seiten der öffentlichen Hand.
Danach setzte in Deutschland im Zuge der Entbürokratisierung eine Reihe von Bauordnungsnovellen ein, die durch mehr Eigenverantwortlichkeit vom Präventionsprinzip Abschied nahmen, das heißt, die Verantwortung für die Einhaltung der Vorschriften liegt beim Bauherrn, unterstützt durch die Bauvorlageberechtigten. Verstöße werden seitdem im Nachhinein zunehmend durch Bußgelder geahndet. Gab es 1995 noch in neun von 16 Ländern ein vereinfachtes Baugenehmigungsverfahren, ist dieses mittlerweile in allen 16 Landesbauordnungen verankert.

## Musterbauordnung
Die Musterbauordnung (MBO) soll die dem Landesrecht unterliegenden Landesbauordnungen vereinheitlichen. Sie wird ständig aktualisiert von der Bauministerkonferenz (ARGEBAU), in der alle Länder vertreten sind. Auf dieser Musterbauordnung basieren die Bauordnungen sämtlicher Länder. Die Musterbauordnung selbst ist kein Gesetz. Aus Gründen der Vereinfachung und Übersichtlichkeit wird in der Regel jedoch auf die Musterregelungen Bezug genommen, die im Bereich der Bauprodukte und Bauarten nahezu einheitlich in den Ländern übernommen sind. Die Länderbauordnungen enthalten deshalb im Wesentlichen übereinstimmende Vorschriften; sie unterscheiden sich nur in Details. Die aktuelle Fassung der Musterbauordnung stammt aus dem Jahr 2002 und wurde zuletzt im November 2023 geändert. Die einzelnen Versionen werden auf der Webseite der Bauministerkonferenz veröffentlicht.

## Liste der Landesbauordnungen
Die Tabelle enthält die Bezeichnungen der Bauordnung jedes Landes und das Datum der letzten Novellierung. Diese Liste ist alphabetisch nach Land sortiert.
| Land                   | Titel                                            | Abkürzung     | Datum         | Letzte Änderung | Link |
| ---------------------- | ------------------------------------------------ | ------------- | ------------- | --------------- | ---- |
| Baden-Württemberg      | Landesbauordnung für Baden-Württemberg           | LBO           | 5. März 2010  | 18. März 2025   |      |
| Bayern                 | Bayerische Bauordnung                            | BayBO         | 14. Aug. 2007 | 8. Juli 2025    |      |
| Berlin                 | Bauordnung für Berlin                            | BauO Bln      | 26. Sep. 2005 | 20. Dez. 2023   |      |
| Brandenburg            | Brandenburgische Bauordnung                      | BbgBO         | 15. Nov. 2018 | 28. Sep. 2023   |      |
| Bremen                 | Bremische Landesbauordnung                       | BauO          | 29. Mai 2024  |                 |      |
| Hamburg                | Hamburgische Bauordnung                          | HBauO         | 14. Dez. 2005 | 13. Dez. 2023   |      |
| Hessen                 | Hessische Bauordnung                             | HBO           | 28. Mai 2018  | 20. Juli 2023   |      |
| Mecklenburg-Vorpommern | Landesbauordnung Mecklenburg-Vorpommern          | BauO MV 2015  | 15. Okt. 2015 | 9. Apr. 2024    |      |
| Niedersachsen          | Niedersächsische Bauordnung                      | NBauO         | 3. Apr. 2012  | 18. Juni 2024   |      |
| Nordrhein-Westfalen    | Bauordnung für das Land Nordrhein-Westfalen      | BauO NRW 2018 | 21. Juli 2018 | 30. Mai 2024    |      |
| Rheinland-Pfalz        | Landesbauordnung Rheinland-Pfalz                 | LBauO         | 24. Nov. 1998 | 7. Dez. 2022    |      |
| Saarland               | Landesbauordnung                                 | LBO           | 18. Feb. 2004 | 12. Dez. 2023   |      |
| Sachsen                | Sächsische Bauordnung                            | SächsBO       | 11. Mai 2016  | 1. März 2024    |      |
| Sachsen-Anhalt         | Bauordnung des Landes Sachsen-Anhalt             | BauO LSA      | 10. Sep. 2013 | 14. Feb. 2024   |      |
| Schleswig-Holstein     | Landesbauordnung für das Land Schleswig-Holstein | LBO           | 6. Dez. 2021  |                 |      |
| Thüringen              | Thüringer Bauordnung                             | ThürBO        | 2. Juli 2024  |                 |      |

### Baden-Württemberg
- Karlheinz Schlotterbeck, Gerd Hager, Manfred Busch, Bernd Gammerl: Landesbauordnung für Baden-Württemberg (LBO), 8. Auflage. Richard Boorberg Verlag, Stuttgart/München 2020, ISBN 978-3-415-06400-3.

### Bayern
- Hans Koch, Paul Molodovsky, Gabriele Famers: Bayerische Bauordnung. Kommentar mit einer Sammlung baurechtlicher Vorschriften. Loseblattsammlung. Rehm Verlag, ISBN 978-3-8073-0152-5.
- Alfons Simon, Jürgen Busse: BayBO. Kommentar. Loseblattkommentar. Verlag C. H. Beck, ISBN 978-3-406-44019-9.
- Stefan Wolf: BayBO. Kurzkommentar. 4. Auflage. 2010, ISBN 978-3-556-02069-2.

### Hessen
- Hornmann, Gerhard: Hessische Bauordnung (HBO) Kommentar 3. Auflage. 2019, C.H.BECK. ISBN 978-3-406-71837-3

### Nordrhein-Westfalen
- Horst Gädtke, Knut Czepuck, Markus Johlen, Andreas Plietz, Gerhard Wenzel u. a.: BauO NRW. Kommentar. 13. Auflage. Werner Verlag, 2019.

### Rheinland-Pfalz
- Curt M. Jeromin: LBauO Rh-Pf. Kommentar. 2. Auflage. Werner-Verlag, 2008, ISBN 978-3-8041-2152-2.

### Thüringen
- Hansjochen Dürr, Manfred Aschke: Baurecht Thüringen. 2. Auflage. Verlag Nomos, 2005, ISBN 3-8329-0921-4.
- Henning Jäde, Franz Dirnberger, Thomas Michel u. a.: Bauordnungsrecht Thüringen. Kommentar. Loseblattsammlung. Verlag Jehle Rehm, München, ISBN 978-3-8073-0975-0.